# Festuca occidentalis
Festuca occidentalis är en gräsart som beskrevs av William Jackson Hooker. Festuca occidentalis ingår i släktet svinglar, och familjen gräs. Inga underarter finns listade i Catalogue of Life.

## Bildgalleri

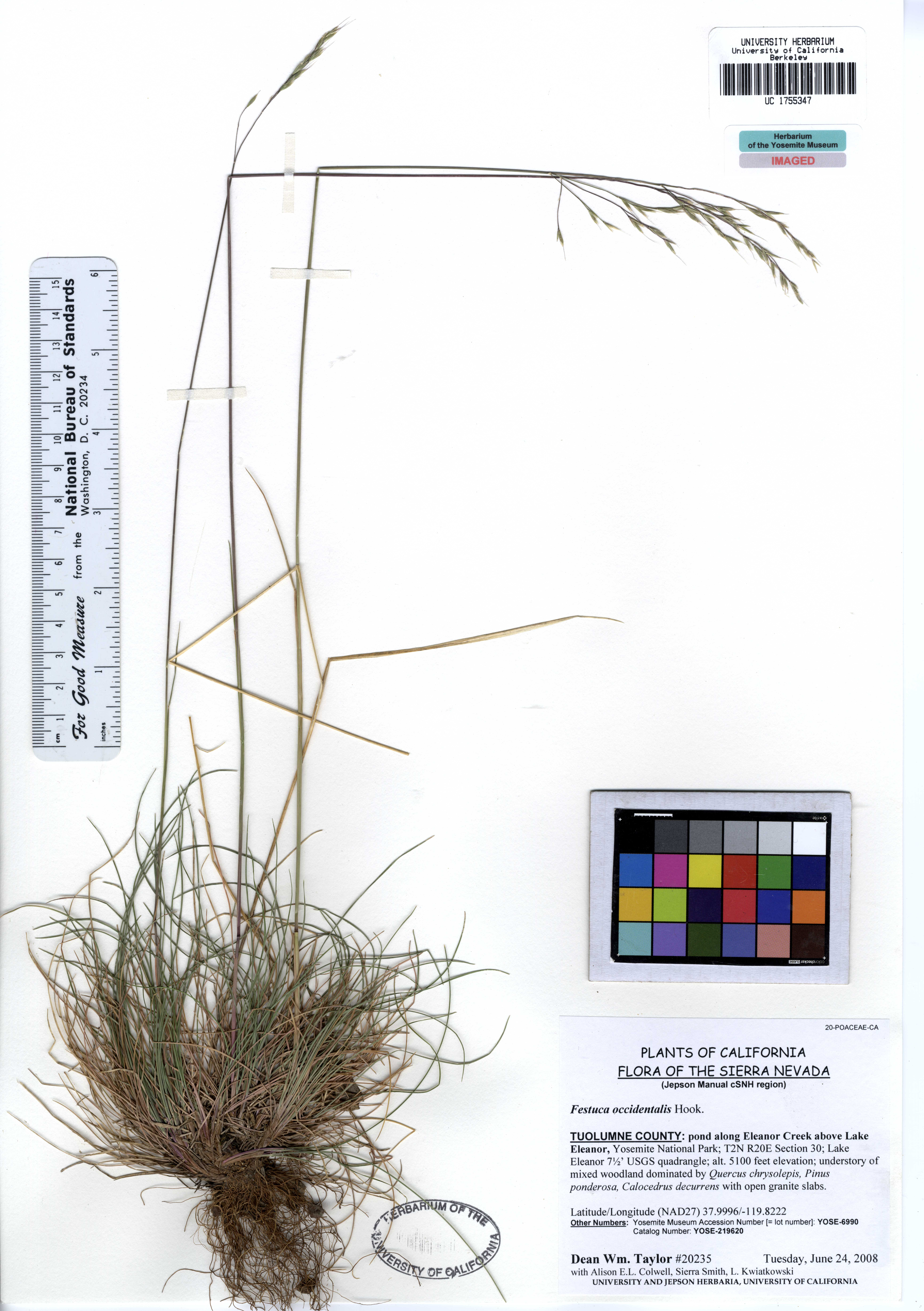